# Monika Hohlmeier

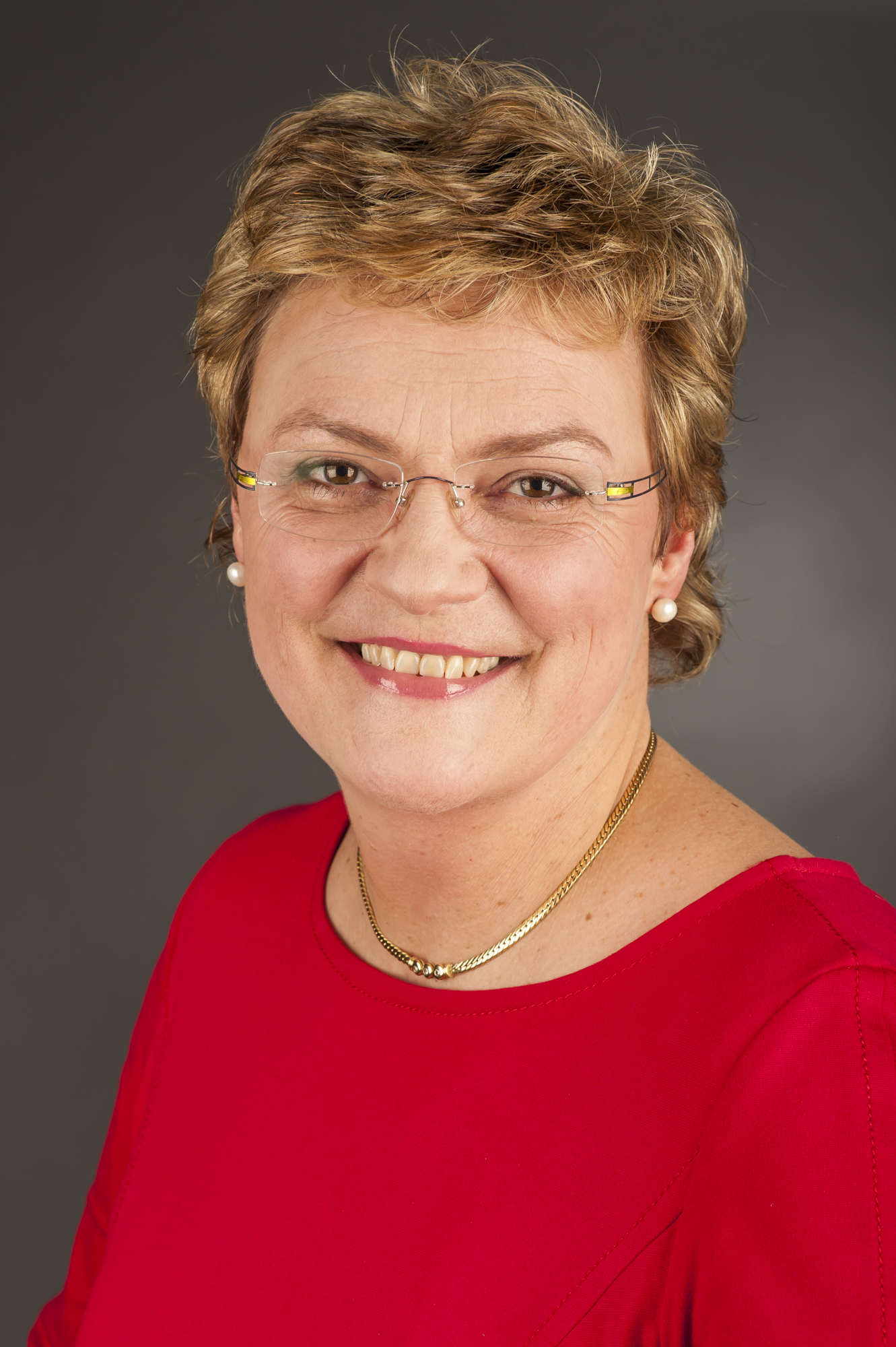
Monika Hohlmeier 2014

Monika Brigitte Gertrud Maria Hohlmeier (* 2. Juli 1962 in München als Monika Strauß) ist eine deutsche Politikerin der CSU. Vom 6. Oktober 1998 bis zum 15. April 2005 war sie Bayerische Staatsministerin für Unterricht und Kultus. Seit 2009 ist sie Abgeordnete im Europäischen Parlament.

## Ausbildung und Familie

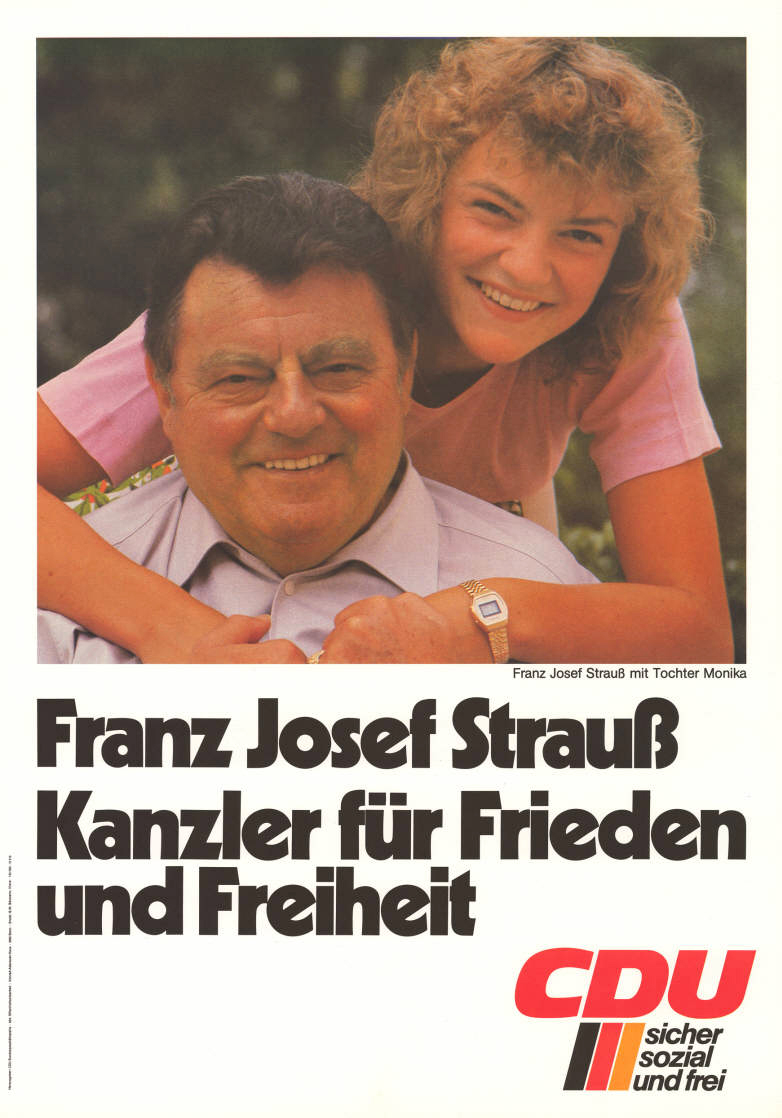
Franz Josef Strauß mit Tochter Monika auf einem Wahlplakat 1980

Monika Hohlmeier ist die Tochter des CSU-Politikers Franz Josef Strauß und dessen Frau Marianne Strauß, geb. Zwicknagl. Ihre Brüder sind Max Josef Strauß und Franz Georg Strauß. Nach dem Tod ihrer Mutter im Jahr 1984 begleitete Hohlmeier ihren Vater, Bayerischer Ministerpräsident von 1978 bis 1988, bei offiziellen Anlässen bis zu dessen Tod 1988.
Monika Hohlmeier war ab 1982 mit dem Wirtschaftsprüfer Michael Hohlmeier verheiratet, mit dem sie zwei Kinder hat. Am 13. November 2013 reichte sie die Scheidung ein, seit 2014 ist sie geschieden. Sie wohnt seitdem in Bad Staffelstein.
Von 1968 bis 1969 besuchte sie die Grundschule in Rott am Inn, von 1969 an bis 1972 eine Grundschule in München, von 1972 bis zu ihrem Abitur 1981 das Dante-Gymnasium München. Von 1981 bis 1983 absolvierte sie eine Ausbildung zur Hotelkauffrau. Von 1985 bis 1986 besuchte sie das Fremdspracheninstitut der Landeshauptstadt München (FIM) mit der Sprachenkombination Französisch und Spanisch. Hohlmeier studierte an der Fernuniversität Hagen Volkswirtschaftslehre, brach das Studium jedoch nach dem Grundstudium 2008 ab.

## Politik
1976 trat sie in die Junge Union ein und 1978 in die CSU. Im März 1990 wurde sie in den Gemeinderat von Vaterstetten (1990–1996) gewählt, im September 1990 erstmals in den Bayerischen Landtag. 1993 wurde sie zur stellvertretenden Parteivorsitzenden der CSU gewählt und 2003 zur Bezirksvorsitzenden von München. 2004 trat sie nach parteiinternen Streitigkeiten von diesem Amt zurück.

### Kultusministerium
Von 1993 bis 1998 war sie unter Hans Zehetmair Staatssekretärin im Bayerischen Staatsministerium für Unterricht, Kultus, Wissenschaft und Kunst.
Nach der Landtagswahl in Bayern 1998 wurde das bisherige Ministerium für Unterricht, Kultus, Wissenschaft und Kunst geteilt. Hohlmeier wurde von Edmund Stoiber als bayerische Staatsministerin für Unterricht und Kultus berufen. Die wesentlichen inhaltlichen Stationen ihrer Arbeit waren die Einführung der sechsstufigen Realschule und der Mittlere-Reife-Züge an den Hauptschulen, der Ausbau von Fach- und Berufsoberschulen als gleichberechtigtem Weg zur Hochschulreife nach dem Mittleren Schulabschluss sowie die Gründung der ersten doppelqualifizierenden beruflichen Schule (Berufsabschluss und Fachabitur). Besondere Aufmerksamkeit fand deutschlandweit die Gründung der Stiftung Bildungspakt Bayern, einer Kooperation zwischen dem Bayerischen Staatsministerium für Unterricht und Kultus und Wirtschaftsunternehmen, die das Ziel verfolgt, Qualität und Innovation im Bildungswesen zu fördern. In seiner Regierungserklärung nach der Landtagswahl 2003 kündigte Ministerpräsident Stoiber, auch für Monika Hohlmeier überraschend, die umgehende Verkürzung der Schulzeit in den bayerischen Gymnasien von neun auf acht Jahre an, was zusammen mit vier Jahren Grundschule eine Schulzeitverkürzung von 13 auf zwölf Jahre bedeutete. Der Lernstoff des Gymnasiums sollte so gekürzt werden, dass er in acht statt neun Jahren zu schaffen ist. Betroffen waren die Schüler, die neu ins Gymnasium aufgenommen werden, und der Schülerjahrgang, der im Schuljahr 2003/2004 die 5. Klasse besuchte.
Eine im Herbst 2004 geplante Änderung der Lernmittelfreiheit, bei der alle Schulbücher von den Schülern zu bezahlen gewesen wären, wurde nach massiven Elternprotesten und der Drohung mit einem Volksbegehren fallen gelassen. Sie wurde durch eine Lösung ersetzt, die die Budgets der Familien weniger belastet. Vom September 2005 bis zum Juli 2008 wurde ein Büchergeld in Höhe von 20 bzw. 40 Euro von den Schülern erhoben. Die erwarteten Einnahmen waren höher als der Betrag, den der Freistaat Bayern bis dahin für Schulbücher aufwendete. Im Februar 2004 wurden die Fahrkosten-Zuschüsse für Schüler infrage gestellt. Diese Sparpläne wurden jedoch nach dem Widerspruch des Bayerischen Elternverbands nicht weiterverfolgt.

### Kritik
Die Ernennung ihres Pressesprechers Peter Brendel zum Direktor des Gymnasiums in Pfarrkirchen brachte Hohlmeier im November 2004 in die Schlagzeilen, da Vorwürfe der Begünstigung laut wurden und die Konkurrentenklage eines Mitbewerbers zu einer gerichtlichen Überprüfung führte. Das Verwaltungsgericht Regensburg erklärte die Ernennung zunächst für unwirksam. Seit Anfang 2005 hat das Ministerium die Auflagen des Verwaltungsgerichts erfüllt und Brendel wurde als Schulleiter bestätigt. Des Weiteren soll sie ihre Bekannte Monika Zeyer-Müller, Tochter von Werner Zeyer, ohne ausreichende Qualifikationen zur Direktorin des Alexander-von-Humboldt-Gymnasiums Schweinfurt befördert haben.
Am 14. April 2005 beschuldigte ein JU-Funktionär Hohlmeier im Untersuchungsausschuss des Bayerischen Landtags, schon frühzeitig von gefälschten Aufnahmeanträgen und Stimmenkauf in der Münchner CSU gewusst zu haben (siehe Münchner CSU-Affäre): „Jedem war klar, wer ganz oben steht, das war die Frau Hohlmeier“. Daraufhin wurde sie auch vom CSU-Fraktionsvorsitzenden im Münchner Rathaus Hans Podiuk schwer belastet: „Ein Abgrund von Lüge und Täuschung offenbare sich im Untersuchungsausschuss“. Als Podiuk im Dezember 2002 offensichtlich gefälschten Aufnahmeanträgen auf die Spur gekommen sei, habe ihn die Ministerin daran gehindert, gegen den Fälscher vorzugehen. SPD und Grüne erneuerten daraufhin ihre Rücktrittsforderungen. Nach einem Gespräch mit Edmund Stoiber trat Monika Hohlmeier am 15. April 2005 von ihrem Amt als bayerische Kultusministerin zurück. Am 20. April 2005 schlug Stoiber den Eichstätter CSU-Landtagsabgeordneten Siegfried Schneider in der CSU-Landtagsfraktion als Nachfolger Hohlmeiers vor.
Das Ehepaar Hohlmeier geriet ab Ende der 1990er Jahre gemeinsam in die Kritik. Max Strauß hatte seinen Schwager 1998 als Controller an die Unternehmensgruppe WABAG (Wirtschaftsanalyse und Beratung Aktiengesellschaft) in Oberhaching vermittelt. Doch hatte Michael Hohlmeier „die Firma nach kurzer Tätigkeit als leitender Angestellter verlassen, weil er überzeugt war, dass irgendwann der Staatsanwalt vorbeischaut“. Ab Ende 1999 ermittelte die Staatsanwaltschaft München I gegen die WABAG wegen des Verdachts auf Betrug und Untreue. Michael Hohlmeier arbeitete inzwischen für den Medienkonzern des Strauß-Freundes Leo Kirch.
Am 6. August 2004 erhob der Münchner Merkur neue Vorwürfe gegen Monika Hohlmeier. Ihr Ministerium soll den Erweiterungsbau des Sehbehindertenzentrums Unterschleißheim für rund 8,5 Millionen Euro finanziert haben, während ihr Ehemann dort zuvor die Stelle eines stellvertretenden Direktors erhalten hatte. Andere Schulbauten fielen gleichzeitig dem Sparkurs zum Opfer. „Ministeriumssprecher Thomas Höhenleitner verneinte dagegen jede Unkorrektheit“, schrieb der Stern nach einer dpa/Reuters-Meldung am 6. August 2004, „die Zusage für den Erweiterungsbau“ habe „bereits bestanden, bevor Michael Hohlmeier in die Einrichtung gewechselt sei. Die Ministerin muss sich seit Wochen gegen mehrere Vorwürfe unter anderem wegen möglicher Verquickungen von Partei und Ministeramt zur Wehr setzen.“

### Rücktritt
Am 20. Juli 2004 kündigte Monika Hohlmeier an, sie werde sich im September desselben Jahres wegen der „Doppelbelastung als Ministerin und als CSU-Bezirkschefin“ von ihrem Amt als Bezirksvorsitzende der Münchner CSU zurückziehen. Sie war zuvor durch Vorwürfe aus der CSU, sie sei tief in die „Münchner CSU-Affäre“ verstrickt, unter Druck geraten. In einer Krisensitzung der Münchner CSU-Führung am 16. Juli 2004 habe Monika Hohlmeier zudem „ihren innerparteilichen Gegnern damit gedroht, Dossiers über sie zu verwenden, berichten Teilnehmer. Mit den Worten ‚So, gegen jeden von euch gibt es was‘ habe sie einen grünen Plastikordner auf den Tisch gelegt“. Als dies in der Öffentlichkeit bekannt wurde, musste sie den Münchner CSU-Vorsitz am 23. Juli 2004 an ihren Vize Otmar Bernhard abgeben. Eine staatsanwaltliche Untersuchung ihres möglicherweise strafrechtlich relevanten Handelns blieb Hohlmeier allerdings aufgrund ihrer parlamentarischen Immunität erspart.
Rücktrittsforderungen und Hinweise, dass diese Affäre einem Ministeramt für Unterricht, das einen gewissen Vorbildcharakter erfordere, sehr abträglich sei, blieben ohne entsprechende Reaktion. Insbesondere Ministerpräsident Edmund Stoiber wurde Zögern vorgeworfen: „In Sachen Hohlmeier hat Stoiber jetzt allerdings schon sehr lange geschwiegen – zu lange, finden viele in der CSU“. Doch Ende 2004 „wird die Luft nun auch in den eigenen Reihen dünn“. „Kurz vor Beginn der parlamentarischen Untersuchung gegen Hohlmeier kritisierte Edmund Stoiber ihre Bildungspolitik ungewöhnlich scharf. Der Münchner CSU-Vorstand soll zudem auf ihren Rücktritt als Ministerin dringen.“ Vier Monate später lautet der Zwischentitel in einem Agenturbericht „Stoiber stellt Rückendeckung ein“.
Nach einem Gespräch mit Edmund Stoiber trat Monika Hohlmeier am 15. April 2005 von ihrem Amt als bayerische Kultusministerin zurück. Am 20. April 2005 schlug Stoiber den Eichstätter CSU-Landtagsabgeordneten Siegfried Schneider in der CSU-Landtagsfraktion als Nachfolger Hohlmeiers vor.
Im Juni 2005 verweigerte die CSU-Landtagsfraktion Monika Hohlmeier einen Sitz im Haushaltsausschuss, den stattdessen der niederbayerische Abgeordnete Bernd Sibler erhielt. Der Agrarwissenschaftler Maximilian Lehmer wurde von seiner Partei für den Wahlkreis Erding-Ebersberg aufgestellt.
Am 29. Juli 2005 wies Monika Hohlmeier alle Vorwürfe vor dem Untersuchungsausschuss des bayerischen Landtages im Zusammenhang mit parteiinternen Wahlfälschungen von sich: „Sie habe weder Wahlfälschungen in der Münchner CSU unterstützt noch Parteikollegen erpresst, sagte Hohlmeier teilweise unter Tränen. Sie habe die Aufklärung der Wahlaffäre vorangetrieben, aber die Münchner CSU sei ‚ein Intrigantenstadl‘, in dem ‚nur noch Mauscheleien und Intrigen herrschten‘.“
Monika Hohlmeier teilte der Presse am 31. Juli 2005 per Fax mit, dass sie den Münchner CSU-Bezirksverband verlassen habe und in den Ortsverband ihres Wohnorts Vaterstetten gewechselt sei: „In dem Schreiben heißt es, nach Rücksprache mit der Kreisvorsitzenden Christa Stewens und dem oberbayerischen Bezirksvorsitzenden Alois Glück habe sie sich bereits vor Wochen entschieden, ihre Arbeit im Münchner Bezirksverband nach der Aussage vor dem Untersuchungsausschuss zu beenden. Sie werde aber den Bürgern in ihrem Stimmkreis Milbertshofen weiterhin selbstverständlich als Abgeordnete, die mit unvermindertem Einsatz für ihre Belange kämpft, zur Verfügung stehen‘.“

### Rückkehr in die Politik
Im Frühjahr 2006 ergab sich für Monika Hohlmeier die Möglichkeit, „vorsichtig den Wiedereinstieg in die aktive Politik“ zu versuchen. Nachdem Otmar Bernhard im Dezember 2005 zum bayerischen Umweltstaatssekretär berufen worden war, gab er im Januar 2006 seinen Sitz im einflussreichen Haushaltsausschuss auf. Monika Hohlmeier rückte auf den begehrten Posten nach: „Sie steht seltener in den Schlagzeilen. Das trügt: Nach Plan ist die 43-Jährige auf dem steinigen Rückweg in die erste Reihe.“
Am 12. Mai 2006 gestaltete Monika Hohlmeier die Aussage vor dem nach ihr benannten Untersuchungsausschuss als Auftritt mit hoher Medienaufmerksamkeit. Sie wurde zu Unregelmäßigkeiten bei der Organisation des bayerischen Kulturprogramms für die Fußball-Weltmeisterschaft 2006 befragt (siehe „Task Force“-Affäre). Ihr offensiver Umgang mit den dort erhobenen Vorwürfen und Kritik, die sie bei einer Fraktionssitzung an der CSU-Politik in Berlin übte, gaben zu parteiinternen Spekulationen Anlass: „Immer mehr Kollegen trauen der Strauß-Tochter ein politisches Comeback zu; sie habe die Steher-Qualitäten des Papas geerbt.“
Bei der Landtagswahl in Bayern 2008 kandidierte sie nach 18-jähriger Abgeordnetentätigkeit als Listenkandidatin für den Bezirk Oberbayern wieder zum Bayerischen Landtag, scheiterte jedoch aufgrund des schlechten Wahlergebnisses der CSU, obwohl sie, auf Platz 10 gestartet, die viertmeisten Zweitstimmen bekam.
Seit 2014 ist Monika Hohlmeier Mitglied des Kreistages Lichtenfels.

### Europaparlament
Monika Hohlmeier war die Spitzenkandidatin des CSU Bezirksverbands Oberfranken für die Europawahl 2009. Zeitweise war sie auch als Listenführerin der gesamten CSU-Europaliste im Gespräch. Am 7. Juni 2009 wurde Hohlmeier erstmals in das Europäische Parlament gewählt. Bei den Europawahlen 2014, 2019 und 2024 wurde Hohlmeier erneut ins Europäische Parlament gewählt.
Im EU-Parlament ist Hohlmeier Vorsitzende des Ausschuss für Haushaltskontrolle, Mitglied im Haushaltsausschuss, im Sonderausschuss gegen organisiertes Verbrechen, Korruption und Geldwäsche und in der Delegation für die Beziehungen zur Volksrepublik China. Als Stellvertreterin ist sie in der Delegation für die Beziehungen zum Palästinensischen Legislativrat. Hohlmeier ist innenpolitische Sprecherin der EVP-Fraktion.

### Europäische Bürgerinitiative Stop Extremism
Hohlmeier nominierte erfolgreich die Europäische Bürgerinitiative Stop Extremism für den SME Star Awards 2018. Initiiert wurde die Stop Extremism von Seyran Ates und Efgani Dönmez. 2023 kündigte die EU-Kommission eine Überprüfung der Finanzen dieser Bürgerinitiative an, da vermutet wird, dass ausländische Staaten (Vereinigte Arabische Emirate) bei der Finanzierung mitgeholfen hätten. An die Öffentlichkeit gelangte interne Chats der Gruppe enthalten Aufforderungen, die Muslimbruderschaft, die Türkei und Katar zu attackieren, Saudi-Arabien jedoch nicht zu erwähnen.

### Korruptionsaffäre
Im Frühjahr 2021 wurde bekannt, dass Monika Hohlmeier mit Andrea Tandler in die Maskenaffäre verwickelt ist.
Das Gesundheitsministerium bzw. dessen beauftragte Unternehmensberatung stoppte im Mai 2020 die Bezahlung offener Rechnungen in Höhe von 168 Millionen Euro an die PR-Agentur Little Penguin, die als Vermittler beim Maskendeal fungierte, da die Masken Qualitätsmängel aufwiesen. Andrea Tandler, Tochter des ehemaligen CSU-Generalsekretärs Gerold Tandler, kontaktierte daraufhin Hohlmeier mit der dringenden Bitte um Hilfe. Hohlmeier kontaktierte daraufhin Gesundheitsminister Jens Spahn mit der Bitte, sich schnell darum zu kümmern. Jens Spahn mahnte daraufhin Hohlmeier per SMS, dass sie ihn und sich auf Grund bevorstehender Untersuchungsausschüsse schützen solle. Hohlmeier betonte immer wieder, dass sie keinerlei finanzielle Vorteile für die Kontaktanbahnung im Auftrag Tandlers erhalten habe.
Im Mai 2022 war Monika Hohlmeier Zeugin im Untersuchungsausschuss des Bayerischen Landtags. Dort verteidigte sie ihre Rolle. Es sei „zwingende Aufgabe von uns Abgeordneten gewesen, egal welcher Couleur, Anfragen weiterzugeben, die potenziell Menschenleben retten“.

## Gesundheit
Monika Hohlmeier machte 2023 bewusst öffentlich, dass sie an der Autoimmunkrankheit Hashimoto-Thyreoiditis leide, die bei ihr einen schweren Verlauf hat.

## Auszeichnungen und Mitgliedschaften
Monika Hohlmeier wurde am 13. Mai 1988 mit dem Bundesverdienstkreuz am Bande geehrt. Am 20. Juni 2001 wurde ihr der Bayerische Verdienstorden verliehen. Sie ist Schirmherrin der Deutschen Multiple Sklerose Gesellschaft, Landesverband Bayern (DMSG), zusammen mit ihren Brüdern Stifterin sowie stellvertretende Vorsitzende des Stiftungsrats der Marianne-Strauß-Stiftung, Mitglied des Stiftungsrates der Stiftung Pfennigparade, Vorsitzende des Landesausschusses der Bereitschaften beim Bayerischen Roten Kreuz, Vorstandsmitglied des Bayerischen Roten Kreuzes, Stiftungsratsvorsitzende der Stiftung Bayerische Gedenkstätten sowie Mitglied des Stiftungsrats der Deutschen Hospiz Stiftung.
Im November 2006 verzichtete Hohlmeier nach Protesten der Landtagsopposition auf die geplante Verleihung der Bayerischen Verfassungsmedaille. Sie wird vom Bayerischen Landtag an Personen verliehen, die sich um die bayerische Verfassung verdient gemacht haben. Landtagsabgeordnete erhalten die Medaille in der Regel nach zwölfjähriger Zugehörigkeit zum bayerischen Landesparlament. Landtagspräsident Alois Glück akzeptierte den Verzicht. Am 1. Dezember 2014 wurde Hohlmeier die Verfassungsmedaille von Landtagspräsidentin Barbara Stamm verliehen.
Von 1999 bis Anfang 2007 war sie Mitglied im Aufsichtsrat des TSV 1860 München. Ab 2001 war sie zudem im Aufsichtsrat der Kommanditgesellschaft des Vereins. Ihr wurde vorgeworfen, bei der negativen finanziellen Entwicklung des Vereins nur zugesehen, anstatt gehandelt zu haben, woraufhin ihr bei der Delegiertenversammlung vom 2. Dezember 2006 die Entlastung als Mitglied des Aufsichtsrates mit 77:90 Stimmen verweigert wurde. Am 8. Februar 2007 trat sie von ihren Vereinsämtern zurück.
Am 4. Juni 2013 wurde Hohlmeier in den Aufsichtsrat der BayWa gewählt.
Des Weiteren ist Monika Hohlmeier Mitglied der überparteilichen Europa-Union Deutschland, die sich für ein föderales Europa und den europäischen Einigungsprozess einsetzt.